# Bel-Air-Val-d’Ance
Bel-Air-Val-d’Ance község Franciaország Okcitánia régiójában, Lozère megyében. Új községként 2019. január 1-jén jött létre Chambon-le-Château és Saint-Symphorien korábbi községek egyesítésével.

## Népesség
| Lakosok száma | 526  | 534  | 543  | 545  | 547  | 540  |
|               | 2017 | 2018 | 2019 | 2020 | 2021 | 2022 |